# Ringmodulator

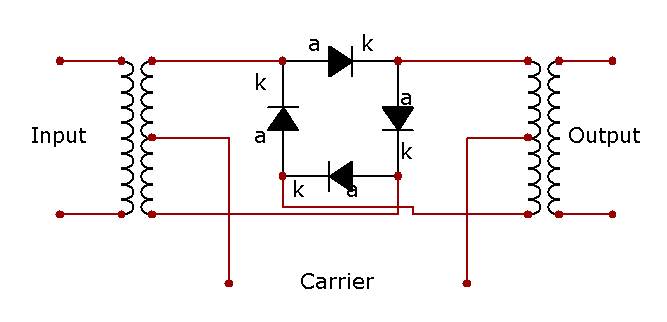
Schemat för en ringmodulator

En ringmodulator är en funktion som kombinerar två insignaler och kan realiseras både i hårdvara som en analog elektronisk krets och i mjukvara som en digital algoritm. Utsignalen består av insignalernas summa och differens för varje deltons frekvens. Ringmodulatorer används bl.a. i synthesizers, ofta för att utifrån två harmoniska vågformer skapa ett spektrum med icke-harmoniskt relaterade övertoner. 
Ordet ringmodulator syftar på den ursprungliga analoga ringmodulatorns elektroniska konstruktion som formar en ring av dioder. En annan förklaring är att ordet kommer från de harmonier som skapas vilka gör att ljudet låter som det ringer men den förklaring verkar inte rimlig eftersom kretsen användes i radiosammanhang långt innan någon kom på att skicka ljudsignaler igenom den och kunde höra att den ringde.

## Exempel på hur det kan låta
- Dalek-rösten som BBC Radiophonic Workshop gjorde till TV-serien Doctor Who.
- Gitarrsolot i låten Paranoid av Black Sabbath.